# EuroCoupe de basket-ball 2018-2019
Navigation
Édition précédente Édition suivante
L’EuroCoupe de basket-ball 2018-2019, aussi appelée 7DAYS EuroCup, est la dix-septième édition de l'Eurocoupe.

## Format de la compétition
En avril 2016, l'Euroleague Basketball met en place un nouveau format de compétition avec 24 équipes réparties en quatre groupes de six équipes.
Les quatre premières équipes de chaque groupe de la phase régulière sont réparties dans quatre groupes de quatre équipes. Les deux premières équipes de chaque groupe sont qualifiées pour les phases finales (quarts de finale, demi-finales et la finale au meilleur des trois matches).
Le vainqueur de cette compétition est automatiquement qualifié pour la saison 2019-2020 de l'Euroligue.

## Les équipes participantes
| - ALBA Berlin - Arka Gdynia - AS Monaco - LDLC ASVEL - Cedevita Zagreb - Étoile rouge de Belgrade - Dolomiti Energia Trento - Fiat Torino - Fraport Skyliners Francfort - Galatasaray SK - Germani Brescia Leonessa - Limoges CSP | - Lokomotiv Kouban-Krasnodar - BC MoraBanc Andorra - KK Mornar Bar - Partizan NIS Belgrade - Ratiopharm Ulm - Rytas Vilnius - Tofaş Bursa SK - Türk Telekomspor Ankara - Unicaja Málaga - UNICS Kazan - Valence BC - Zénith Saint-Pétersbourg |

## Compétition

### Phase régulière

#### Groupe A
| Rang | Équipe                   | %  | J  | G | P | Pp  | Pc  | Diff |  | Résultats (dom.\ext.)    |       |       |        |        |        |        |
| ---- | ------------------------ | -- | -- | - | - | --- | --- | ---- |  | ------------------------ | ----- | ----- | ------ | ------ | ------ | ------ |
| 1    | AS Monaco                | 70 | 10 | 7 | 3 | 796 | 757 | 39   |  | AS Monaco                |       | 81-73 | 63-66  | 84-81  | 80-86  | 76-71  |
| 2    | BC MoraBanc Andorra      | 60 | 10 | 6 | 4 | 852 | 834 | 18   |  | BC MoraBanc Andorra      | 87-80 |       | 91-80  | 103-95 | 110-91 | 95-87  |
| 3    | Étoile rouge de Belgrade | 60 | 10 | 6 | 4 | 825 | 768 | 57   |  | Étoile rouge de Belgrade | 75-91 | 85-79 |        | 88-73  | 103-67 | 87-57  |
| 4    | Ratiopharm Ulm           | 50 | 10 | 5 | 5 | 824 | 827 | -3   |  | Ratiopharm Ulm           | 65-75 | 88-80 | 95-80  |        | 83-82  | 103-92 |
| 5    | Germani Brescia Leonessa | 30 | 10 | 3 | 7 | 780 | 842 | -62  |  | Germani Brescia Leonessa | 68-80 | 73-79 | 69-61  | 80-97  |        | 88-65  |
| 6    | Galatasaray SK           | 30 | 10 | 3 | 7 | 761 | 810 | -49  |  | Galatasaray SK           | 85-86 | 84-73 | 83-100 | 77-69  | 84-76  |        |

#### Groupe B
| Rang | Équipe                     | %  | J  | G | P | Pp  | Pc  | Diff |  | Résultats (dom.\ext.)      |        |         |         |       |        |        |
| ---- | -------------------------- | -- | -- | - | - | --- | --- | ---- |  | -------------------------- | ------ | ------- | ------- | ----- | ------ | ------ |
| 1    | Lokomotiv Kouban-Krasnodar | 90 | 10 | 9 | 1 | 847 | 757 | 90   |  | Lokomotiv Kouban-Krasnodar |        | 75-83   | 80-76   | 82-64 | 95-72  | 96-72  |
| 2    | ALBA Berlin                | 70 | 10 | 7 | 3 | 883 | 835 | 48   |  | ALBA Berlin                | 82-92  |         | 102-109 | 84-76 | 107-91 | 82-68  |
| 3    | Cedevita Zagreb            | 50 | 10 | 5 | 5 | 853 | 831 | 22   |  | Cedevita Zagreb            | 81-85  | 75-73   |         | 91-71 | 92-96  | 94-87  |
| 4    | Limoges CSP                | 40 | 10 | 4 | 6 | 818 | 846 | -28  |  | Limoges CSP                | 64-72  | 93-102  | 82-68   |       | 89-81  | 103-87 |
| 5    | Tofaş Bursa SK             | 40 | 10 | 4 | 6 | 891 | 908 | -17  |  | Tofaş Bursa SK             | 99-105 | 101-106 | 94-89   | 92-98 |        | 96-79  |
| 6    | Arka Gdynia                | 10 | 10 | 1 | 9 | 755 | 870 | -115 |  | Arka Gdynia                | 73-80  | 64-76   | 61-78   | 87-78 | 77-87  |        |

#### Groupe C
| Rang | Équipe                   | %  | J  | G | P | Pp  | Pc  | Diff |  | Résultats (dom.\ext.)    |        |       |       |       |        |        |
| ---- | ------------------------ | -- | -- | - | - | --- | --- | ---- |  | ------------------------ | ------ | ----- | ----- | ----- | ------ | ------ |
| 1    | Valence BC               | 80 | 10 | 8 | 2 | 846 | 759 | 87   |  | Valence BC               |        | 84-62 | 79-71 | 97-89 | 101-83 | 87-66  |
| 2    | LDLC ASVEL               | 70 | 10 | 7 | 3 | 791 | 739 | 52   |  | LDLC ASVEL               | 73-69  |       | 75-78 | 89-68 | 84-63  | 75-61  |
| 3    | Partizan NIS Belgrade    | 40 | 10 | 4 | 6 | 756 | 771 | -15  |  | Partizan NIS Belgrade    | 61-69  | 78-89 |       | 89-82 | 87-72  | 76-71  |
| 4    | Zénith Saint-Pétersbourg | 40 | 10 | 4 | 6 | 847 | 833 | 14   |  | Zénith Saint-Pétersbourg | 104-93 | 81-84 | 75-71 |       | 91-80  | 99-102 |
| 5    | Türk Telekomspor Ankara  | 40 | 10 | 4 | 6 | 766 | 819 | -53  |  | Türk Telekomspor Ankara  | 67-72  | 78-83 | 77-72 | 81-75 |        | 84-77  |
| 6    | Dolomiti Energia Trento  | 30 | 10 | 3 | 7 | 745 | 830 | -85  |  | Dolomiti Energia Trento  | 83-95  | 79-77 | 82-73 | 60-93 | 77-81  |        |

#### Groupe D
| Rang | Équipe                      | %  | J  | G | P  | Pp  | Pc  | Diff |  | Résultats (dom.\ext.)       |       |         |       |        |        |       |
| ---- | --------------------------- | -- | -- | - | -- | --- | --- | ---- |  | --------------------------- | ----- | ------- | ----- | ------ | ------ | ----- |
| 1    | UNICS Kazan                 | 90 | 10 | 9 | 1  | 846 | 750 | 96   |  | UNICS Kazan                 |       | 87-84   | 83-80 | 86-73  | 90-73  | 92-78 |
| 2    | Unicaja Málaga              | 80 | 10 | 8 | 2  | 897 | 788 | 109  |  | Unicaja Málaga              | 82-80 |         | 91-64 | 95-76  | 111-76 | 89-68 |
| 3    | Fraport Skyliners Francfort | 60 | 10 | 6 | 4  | 767 | 762 | 5    |  | Fraport Skyliners Francfort | 65-72 | 78-84   |       | 65-63  | 98-75  | 88-85 |
| 4    | Rytas Vilnius               | 50 | 10 | 5 | 5  | 769 | 776 | -7   |  | Rytas Vilnius               | 81-87 | 80-72   | 61-70 |        | 71-67  | 86-79 |
| 5    | KK Mornar Bar               | 20 | 10 | 2 | 8  | 772 | 905 | -133 |  | KK Mornar Bar               | 74-97 | 85-96   | 83-87 | 69-92  |        | 86-83 |
| 6    | Fiat Torino                 | 0  | 10 | 0 | 10 | 800 | 870 | -70  |  | Fiat Torino                 | 72-82 | 104-105 | 75-85 | 96-101 | 80-84  |       |

### Top 16

#### Groupe E
| Rang | Équipe                | %  | J | G | P | Pp  | Pc  | Diff |  | Résultats (dom.\ext.) |       |       |       |       |
| ---- | --------------------- | -- | - | - | - | --- | --- | ---- |  | --------------------- | ----- | ----- | ----- | ----- |
| 1    | ALBA Berlin           | 83 | 6 | 5 | 1 | 487 | 451 | 36   |  | ALBA Berlin           |       | 87-85 | 83-74 | 97-74 |
| 2    | Rytas Vilnius         | 50 | 6 | 3 | 3 | 482 | 460 | 22   |  | Rytas Vilnius         | 86-94 |       | 90-68 | 80-74 |
| 3    | AS Monaco             | 33 | 6 | 2 | 4 | 418 | 457 | -39  |  | AS Monaco             | 61-75 | 75-70 |       | 68-71 |
| 4    | Partizan NIS Belgrade | 33 | 6 | 2 | 4 | 442 | 461 | -19  |  | Partizan NIS Belgrade | 78-66 | 77-78 | 68-72 |       |

#### Groupe F
| Rang | Équipe                      | %  | J | G | P | Pp  | Pc  | Diff |  | Résultats (dom.\ext.)       |       |       | ULM   | FRA   |
| ---- | --------------------------- | -- | - | - | - | --- | --- | ---- |  | --------------------------- | ----- | ----- | ----- | ----- |
| 1    | LDLC ASVEL                  | 83 | 6 | 5 | 1 | 445 | 411 | 34   |  | LDLC ASVEL                  |       | 72-61 | 93-89 | 75-52 |
| 2    | Lokomotiv Kouban-Krasnodar  | 67 | 6 | 4 | 2 | 474 | 423 | 51   |  | Lokomotiv Kouban-Krasnodar  | 65-67 |       | 88-76 | 84-58 |
| 3    | Ratiopharm Ulm              | 50 | 6 | 3 | 3 | 485 | 464 | 21   |  | Ratiopharm Ulm              | 86-68 | 81-84 |       | 70-63 |
| 4    | Fraport Skyliners Francfort | 0  | 6 | 0 | 6 | 368 | 474 | -106 |  | Fraport Skyliners Francfort | 58-70 | 69-92 | 68-83 |       |

#### Groupe G
| Rang | Équipe                   | %   | J | G | P | Pp  | Pc  | Diff |  | Résultats (dom.\ext.)    | VAL   | MÁL    |       |       |
| ---- | ------------------------ | --- | - | - | - | --- | --- | ---- |  | ------------------------ | ----- | ------ | ----- | ----- |
| 1    | Valence BC               | 100 | 6 | 6 | 0 | 501 | 458 | 43   |  | Valence BC               |       | 85-74  | 92-76 | 91-84 |
| 2    | Unicaja Málaga           | 50  | 6 | 3 | 3 | 468 | 485 | -17  |  | Unicaja Málaga           | 69-72 |        | 79-74 | 79-72 |
| 3    | Étoile rouge de Belgrade | 33  | 6 | 2 | 4 | 490 | 485 | 5    |  | Étoile rouge de Belgrade | 81-82 | 105-89 |       | 83-71 |
| 4    | Limoges CSP              | 17  | 6 | 1 | 5 | 450 | 481 | -31  |  | Limoges CSP              | 74-79 | 77-78  | 72-71 |       |

#### Groupe H
| Rang | Équipe                   | %  | J | G | P | Pp  | Pc  | Diff |  | Résultats (dom.\ext.)    | KAZ    |       | ZSP   |        |
| ---- | ------------------------ | -- | - | - | - | --- | --- | ---- |  | ------------------------ | ------ | ----- | ----- | ------ |
| 1    | UNICS Kazan              | 83 | 6 | 5 | 1 | 507 | 426 | 81   |  | UNICS Kazan              |        | 72-53 | 68-67 | 105-70 |
| 2    | BC MoraBanc Andorra      | 83 | 6 | 5 | 1 | 479 | 459 | 20   |  | BC MoraBanc Andorra      | 86-80  |       | 86-74 | 87-81  |
| 3    | Zénith Saint-Pétersbourg | 33 | 6 | 2 | 4 | 456 | 475 | -19  |  | Zénith Saint-Pétersbourg | 67-82  | 71-80 |       | 98-84  |
| 4    | Cedevita Zagreb          | 0  | 6 | 0 | 6 | 474 | 556 | -82  |  | Cedevita Zagreb          | 83-100 | 81-87 | 75-79 |        |

## Playoffs
En quart de finale, l'équipe classée première de la phase précédente reçoit lors du premier match et de l'éventuelle belle.

### Tableau
|  | Quarts de finale                | Quarts de finale         | Quarts de finale | Quarts de finale |                   |      | Demi-finales | Demi-finales | Demi-finales | Demi-finales |  |  | Finale | Finale | Finale | Finale |
|  |                                 |                          |                  |                  |                   |      |              |              |              |              |  |  |        |        |        |        |
|  | 5, 8 et 13 mars                 |                          |                  |                  |                   |      |              |              |              |              |  |  |        |        |        |        |
|  |                                 |                          |                  |                  |                   |      |              |              |              |              |  |  |        |        |        |        |
|  | [E1] ALBA Berlin                | *90                      | 101              | *79              |                   |      |              |              |              |              |  |  |        |        |        |        |
|  | [E1] ALBA Berlin                | *90                      | 101              | *79              | 19, 22 et 27 mars |      |              |              |              |              |  |  |        |        |        |        |
|  | [G2] Unicaja Málaga             | 91                       | *81              | 75               |                   |      |              |              |              |              |  |  |        |        |        |        |
|  | [G2] Unicaja Málaga             | 91                       | *81              | 75               | [E1] ALBA Berlin  | *102 | 87           | -            |              |              |  |  |        |        |        |        |
|  | 5, 8 et 13 mars                 |                          |                  |                  | [E1] ALBA Berlin  | *102 | 87           | -            |              |              |  |  |        |        |        |        |
|  |                                 | [H2] BC MoraBanc Andorra | 97               | *81              | -                 |      |              |              |              |              |  |  |        |        |        |        |
|  | [F1] LDLC ASVEL                 | [H2] BC MoraBanc Andorra | 97               | *81              | -                 | *79  | 79           | *80          |              |              |  |  |        |        |        |        |
|  | [F1] LDLC ASVEL                 |                          |                  |                  | 9, 12 et 15 avril | *79  | 79           | *80          |              |              |  |  |        |        |        |        |
|  | [H2] BC MoraBanc Andorra        | 75                       | *98              | 82               |                   |      |              |              |              |              |  |  |        |        |        |        |
|  | [H2] BC MoraBanc Andorra        | 75                       | *98              | 82               | [E1] ALBA Berlin  | 75   | *95          | 63           |              |              |  |  |        |        |        |        |
|  | 5, 8 et 13 mars                 |                          |                  |                  | [E1] ALBA Berlin  | 75   | *95          | 63           |              |              |  |  |        |        |        |        |
|  |                                 | [G1] Valence BC          | *89              | 92               | *89               |      |              |              |              |              |  |  |        |        |        |        |
|  | [G1] Valence BC                 | [G1] Valence BC          | *89              | 92               | *89               | *75  | 71           | -            |              |              |  |  |        |        |        |        |
|  | [G1] Valence BC                 | 19, 22 et 27 mars        |                  |                  |                   | *75  | 71           | -            |              |              |  |  |        |        |        |        |
|  | [E2] Rytas Vilnius              | 64                       | *56              | -                |                   |      |              |              |              |              |  |  |        |        |        |        |
|  | [E2] Rytas Vilnius              | 64                       | *56              | -                | [G1] Valence BC   | *69  | 79           | -            |              |              |  |  |        |        |        |        |
|  | 5, 8 et 13 mars                 |                          |                  |                  | [G1] Valence BC   | *69  | 79           | -            |              |              |  |  |        |        |        |        |
|  |                                 | [H1] UNICS Kazan         | 64               | *73              | -                 |      |              |              |              |              |  |  |        |        |        |        |
|  | [H1] UNICS Kazan                | [H1] UNICS Kazan         | 64               | *73              | -                 | *86  | 59           | *69          |              |              |  |  |        |        |        |        |
|  | [H1] UNICS Kazan                |                          |                  |                  |                   | *86  | 59           | *69          |              |              |  |  |        |        |        |        |
|  | [F2] Lokomotiv Kouban-Krasnodar | 66                       | *68              | 65               |                   |      |              |              |              |              |  |  |        |        |        |        |
|  | [F2] Lokomotiv Kouban-Krasnodar | 66                       | *68              | 65               |                   |      |              |              |              |              |  |  |        |        |        |        |
|  |                                 |                          |                  |                  |                   |      |              |              |              |              |  |  |        |        |        |        |

* précède l'équipe évoluant à domicile

### Quarts de finale
| Équipe 1    | Score | Équipe 2                   | Aller   | Retour   | Décisif |
| ----------- | ----- | -------------------------- | ------- | -------- | ------- |
| ALBA Berlin | 2 - 1 | Unicaja Málaga             | 90 - 91 | 101 - 81 | 79 - 75 |
| LDLC ASVEL  | 1 - 2 | BC MoraBanc Andorra        | 79 - 75 | 79 - 98  | 80 - 82 |
| Valence BC  | 2 - 0 | Rytas Vilnius              | 75 - 64 | 71 - 56  |         |
| UNICS Kazan | 2 - 1 | Lokomotiv Kouban-Krasnodar | 86 - 66 | 59 - 68  | 69 - 65 |

### Demi-finales
| Équipe 1    | Score | Équipe 2            | Aller    | Retour  | Décisif |
| ----------- | ----- | ------------------- | -------- | ------- | ------- |
| ALBA Berlin | 2 - 0 | BC MoraBanc Andorra | 102 - 97 | 87 - 81 |         |
| Valence BC  | 2 - 0 | UNICS Kazan         | 69 - 64  | 79 - 73 |         |

### Finale
| Équipe 1   | Score | Équipe 2    | Aller   | Retour  | Décisif |
| ---------- | ----- | ----------- | ------- | ------- | ------- |
| Valence BC | 2 - 1 | ALBA Berlin | 89 - 75 | 92 - 95 | 89 - 63 |

## Récompenses

### Récompenses de la saison
- MVP de la saison 2018-2019[2] :  Luke Sikma ( ALBA Berlin)
- MVP de la saison régulière[3] :  Pierriá Henry ( UNICS Kazan)
- MVP du Top 16[4] :  Bojan Dubljević ( Valence BC)
- MVP des quarts de finale[5] :  Peyton Siva ( ALBA Berlin)
- MVP des demi-finales[6] :  Peyton Siva ( ALBA Berlin)
- MVP des Finales[7] :  Will Thomas ( Valence BC)
- Entraîneur de l'année[8] :  Aíto García Reneses ( ALBA Berlin)
- Révélation de l'année[9] :  Martynas Echodas ( Rytas Vilnius)
- Premier et deuxième cinq majeurs :

| Meilleur cinq majeur d'Eurocoupe | Meilleur cinq majeur d'Eurocoupe | Meilleur cinq majeur d'Eurocoupe | Deuxième cinq majeur d'Eurocoupe | Deuxième cinq majeur d'Eurocoupe | Deuxième cinq majeur d'Eurocoupe |
| Position                         | Joueur                           | Équipe                           | Position                         | Joueur                           | Équipe                           |
| -------------------------------- | -------------------------------- | -------------------------------- | -------------------------------- | -------------------------------- | -------------------------------- |
| Meneur                           | Andrew Albicy                    | BC MoraBanc Andorra              | Meneur                           | Pierriá Henry                    | UNICS Kazan                      |
| Arrière                          | Errick McCollum                  | UNICS Kazan                      | Arrière                          | Sam Van Rossom                   | Valence BC                       |
| Ailier                           | Rokas Giedraitis                 | ALBA Berlin                      | Ailier                           | Dylan Ennis                      | BC MoraBanc Andorra              |
| Ailier fort                      | Luke Sikma                       | ALBA Berlin                      | Ailier fort                      | Mathias Lessort                  | Unicaja Málaga                   |
| Pivot                            | Bojan Dubljević                  | Valence BC                       | Pivot                            | Miro Bilan                       | LDLC ASVEL                       |

### Trophées hebdomadaires
| Journée | Joueur                                      | Équipe                                   | Évaluation |
| ------- | ------------------------------------------- | ---------------------------------------- | ---------- |
| 1       | Maurice Ndour (1/1)                         | UNICS Kazan (1/3)                        | 41         |
| 2       | Kenny Kadji (1/1)                           | Tofaş Bursa SK (1/2)                     | 34         |
| 3       | Raymar Morgan (1/1) Giorgi Shermadini (1/1) | UNICS Kazan (2/3) Unicaja Málaga (1/1)   | 34         |
| 4       | Isaiah Miles (1/1)                          | Limoges CSP (1/1)                        | 31         |
| 5       | Luke Sikma (1/3)                            | ALBA Berlin (1/6)                        | 31         |
| 6       | Erik Murphy (1/1)                           | Fraport Skyliners Francfort (1/1)        | 35         |
| 7       | Samuel Mejia (1/1) Landing Sané (1/1)       | Tofaş Bursa SK (2/2) KK Mornar Bar (1/1) | 30         |
| 8       | Justin Cobbs (1/1)                          | Cedevita Zagreb (1/1)                    | 36         |
| 9       | Rok Stipčević (1/1)                         | Rytas Vilnius (1/2)                      | 41         |
| 10      | Patrick Miller (1/1)                        | Ratiopharm Ulm (1/1)                     | 37         |

| Journée | Joueur                    | Équipe                           | Évaluation |
| ------- | ------------------------- | -------------------------------- | ---------- |
| 1       | Andrew Albicy (1/1)       | BC MoraBanc Andorra (1/2)        | 41         |
| 2       | Jamel McLean (1/1)        | Lokomotiv Kouban-Krasnodar (1/3) | 31         |
| 3       | Luke Sikma (2/3)          | ALBA Berlin (2/6)                | 33         |
| 4       | Bojan Dubljević (1/2)     | Valence BC (1/4)                 | 29         |
| 5       | Artsiom Parakhouski (1/1) | Rytas Vilnius (2/2)              | 30         |
| 6       | Dragan Apić (1/1)         | Lokomotiv Kouban-Krasnodar (2/3) | 30         |

| Journée               | Joueur                                                           | Équipe                                                                       | Évaluation |
| --------------------- | ---------------------------------------------------------------- | ---------------------------------------------------------------------------- | ---------- |
| 1/4 de finale Match 1 | Errick McCollum (1/1)                                            | UNICS Kazan (3/3)                                                            | 37         |
| 1/4 de finale Match 2 | Dylan Ennis (1/1) Rokas Giedraitis (1/1) Dmitri Koulaguine (1/1) | BC MoraBanc Andorra (2/2) ALBA Berlin (3/6) Lokomotiv Kouban-Krasnodar (3/3) | 23         |
| 1/4 de finale Match 3 | Peyton Siva (1/2)                                                | ALBA Berlin (4/6)                                                            | 16         |
| 1/2 finale Match 1    | Peyton Siva (2/2)                                                | ALBA Berlin (5/6)                                                            | 32         |
| 1/2 finale Match 2    | Sam Van Rossom (2/2)                                             | Valence BC (2/4)                                                             | 19         |
| Finale Match 1        | Will Thomas (1/1)                                                | Valence BC (3/4)                                                             | 25         |
| Finale Match 2        | Luke Sikma (3/3)                                                 | ALBA Berlin (6/6)                                                            | 20         |
| Finale Match 3        | Bojan Dubljević (2/2)                                            | Valence BC (4/4)                                                             | 27         |